# 사레마 축구 국가대표팀
사레마 축구 국가대표팀은 에스토니아에 있는 사레마섬을 대표하는 축구팀이다. 이 팀은 FIFA 및 유럽 축구 연맹 회원국은 아니기 때문에 FIFA 및 유럽 축구 연맹이 주관하는 대회에는 참가하지 않는다. 아일랜드 게임 축구에는 9번 출전하여 2005년 대회와 2011년 대회에서 6위를 기록했다.